# Parma czarnopasa
Parma czarnopasa (Plectorhinchus vittatus) – gatunek ryby morskiej z rodziny luszczowatych (Haemulidae). Jest jednym z najbarwniejszych przedstawicieli gatunku, znanym z braku lęku przed nurkami, którzy do niego podpływają.

## Występowanie i biotop
Występuje na rozległym obszarze morskim Indo-Pacyfiku, od wybrzeży wschodniej Afryki do Samoa. Od archipelagu Riukiu, na południe do Nowej Kaledonii; od Palau do archipelagu Marianów w Mikronezji. Żyje przy dnie morskim skalistych raf koralowych, do głębokości około 25 m.

## Morfologia

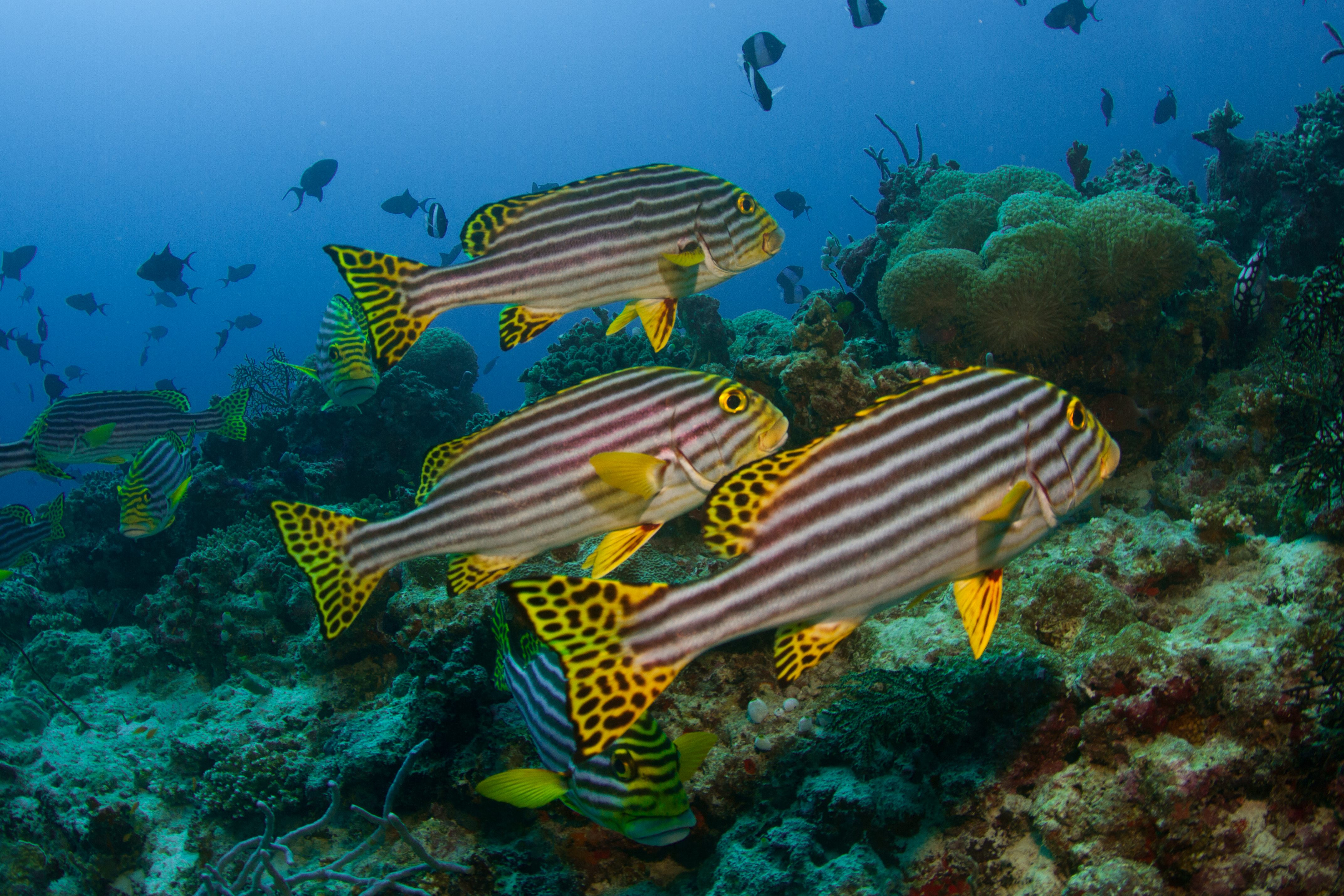
Grupa parm czarnopasych

Osiąga długość 85 cm. Ubarwienie czarno-żółte z podłużnymi błękitnymi i białymi paskami wzdłuż ciała. Ciało zwarte, z dużą głową oraz paszczą z grubymi wargami. Płetwy grzbietowe są połączone ze sobą – pierwsza ma do 15 kolców. Względnie małe płetwy piersiowe i brzuszne. 

## Ekologia i zachowanie
Jajorodny. Dzień spędza w jaskiniach. Poluje głównie w nocy, często w grupach, najczęściej na bezkręgowce zagrzebane w osadach, przecedzając piasek swoimi dużymi wargami. Potrafi wytwarzać dźwięki poprzez zgrzytanie zębami gardzielowymi. 